# Pratt & Whitney Rocketdyne
Pratt & Whitney Rocketdyne es una empresa de Estados Unidos que diseña y produce motores cohete de propulsión líquida. Pratt & Whitney Rocketdyne es una división de Pratt & Whitney, que es una subsidiaria de United Technologies Corporation, con sede en Canoga Park, California. Tiene operaciones adicionales en West Palm Beach en Florida, Huntsville en Alabama, el Centro Espacial Kennedy en Florida; y el Centro espacial Stennis en Mississippi.

## Historia de la empresa
La compañía fue creada por la North American Aviation (NAA). En 1967, NAA y Rocketdyne se fusionaron con la Corporación Rockwell resultando North American Rockwell, posteriormente Rockwell International. Décadas más tarde, en diciembre de 1996, Rockwell International fue comprado por Boeing. En febrero 2005, Boeing alcanzó un acuerdo para vender a Rocketdyne Propulsion & Power a Pratt & Whitney. La transacción finalizó el 2 de agosto de 2005.
Rocketdyne fue creada con la finalidad inmediata de estudiar el misil alemán v2 y adaptar su motor a las mediciones SAE de los Estados Unidos. Rocketdyne también utiliza el mismo concepto general del diseño del motor del V-2 para construir un motor mucho más grande para el proyecto de misiles Navajo. Este trabajo se consideró poco importante en la década de 1940 y tuvo un nivel de financiamiento muy bajo, pero el inicio de la Guerra de Corea en 1950 había modificado las prioridades. El proyecto Navajo se ejecutó en continuas dificultades y fue cancelado a finales de los cincuenta cuando los misiles Redstone (los cuales brindaban esencialmente un rendimiento mucho mayor que el v2 alemán) habían terminado de desarrollarse. Sin embargo el motor de Rocketdyne, conocido como la A-5 o NAA75-110 resultó ser considerablemente más confiable que el desarrollado para el proyecto Redstone, así que el misil fue rediseñado con el A-5.
El siguiente acontecimiento importante para Rocketdyne fue su primer diseño completamente nuevo, el S-3D, que había sido desarrollado en paralelo al A-5. El S-3D se utilizó en el diseño de los misiles Júpiter, esencialmente era un desarrollo del proyecto Redstone y más tarde fue seleccionado para el Proyecto de misiles Thor. Un diseño aún mayor, el LR89/LR105, se utilizó en los misiles Atlas. El Thor tenía una corta carrera militar, pero se utiliza como un lanzador de satélites a través de los años 50 y 60 años en una serie de versiones diferentes. El, Thor Delta, se convirtió en la línea de base para la actual serie de lanzadores Delta, aunque desde finales de 1960 el Delta ha tenido casi nada en común con el Thor. Aunque el motor original fue el S-3D utilizado en algunas versiones de el Delta, la mayoría utiliza su diseño actualizado el RS-27, originalmente desarrollado como un único motor para reemplazar el clúster de tres-motor sobre el Atlas.
El Atlas también tuvo una corta carrera militar como un arma de disuasión, pero la familia de cohete Atlas se convirtió en un importante lanzador orbital durante muchas décadas, para el proyecto Mercury de nave espacial. El Atlas V esta todavía en fabricación y uso.
Rocketdyne También se convirtió en un importante proveedor para la NASA , suministro todos los motores principales para el cohete Saturno (y posiblemente, el enorme cohete Nova ) y sus diseños.El Motor Rocketdyne H-1 fue utilizado por el Saturno I. Cinco motores F-1 para el Saturno V, S-IC, para la primera etapa, mientras que cinco cohetes de J-2 para la S-II segunda etapa y un J-2 para la tercera fase de S-IVB. En 1965, Rocketdyne construyó la mayoría de los motores de cohete estadounidenses, exceptuando a el cohete Titan, y su nómina habían crecido a 65,000 personas. Este tipo de crecimiento parece ser destinado a continuar en la década de 1970 cuando Rocketdyne ganó el contrato para el Motor principal del transbordador espacial. Pero la rápida recesión en otros contratos civiles y militares condujo a reducción de la compañía. North American Aviation, en gran medida un fabricante de casi totalmente el transbordador espacial. Se fusionó con la Corporación Rockwell en 1966 para formar la compañía norteamericana Rockwell (que varios años más tarde fue cambiado de nombre Rockwell International), con Rocketdyne como una división más importante.
Durante los años 80 y 90's continuó la reducción de Rockwell International hasta vender varias partes de la ex Corporación Rockwell.La venta fue su División de aviación general en 1980, seguido por el negocio de Sabreliner División en 1983. El resto de la antigua NAA, junto con Rocketdyne, fue venden a Boeing en 1996. Rocketdyne sirvió como parte de Sistemas integrados de defensa de Boeing hasta su venta a Pratt & Whitney el 2 de agosto, 2005.
En el Además de su actividad principal de construcción de motores de cohete, Rocketdyne ha desarrollado sistemas de control y la generación de energía. Estos incluyeron temprano nuclear poder generación experimentos, generadores termoeléctricos de radioisótopos de (RTG) y equipos de energía solar, incluyendo el poder principal del sistema para la estación espacial internacional . En la venta a Pratt & Whitney, la División de sistemas de potencia de Rocketdyne fue trasladado a Hamilton Sundstrand, otra subsidiaria de United Technologies Corporation.

## Lista de los motores de cohete
Algunos de los motores desarrollados por Rocketdyne son:
- H-1 (RP-1/LOX) es usado para el Saturno, IB, Júpiter, y algunos cohetes Delta.
- F-1 ( RP-1 / LOX ) es usado para el Saturno V.
- J-2 ( LH2 / LOX ) es usado por el Saturn IB y Saturn V.
- J-2X ( LH2 / LOX ) actualizado motor J-2 para ser utilizado en el Ares me y Ares V.
- SSME ( LH2 / LOX ) Conocido por Rocketdyne como el motor de RS-24 para propósitos de ingeniería.
- RL-10 ( LH2 / LOX ) un ASME histórico desarrollado por Pratt & Whitney. Utilizado en el Saturno me, la etapa superior de la Delta IV , la fase superior del Centaur para el Atlas V y los cohete de Titan.
- RS-68 ( LH2 / LOX ) es usado por el Delta IV primera fase y se utilizará en el proyecto Ares V. El motor también se ha propuesto para su uso en El estudió independientemente DIRECT 2.0 que es un sistema de lanzamiento alternativos.
- XRS-2200 ( LH2 / LOX ) conocido como " motor Lineal de Aerospike ", fue diseñado para el Lockheed Martin X-33.
- RS-27A ( RP-1 / LOX ) es usado por el Delta II / III y Atlas ICBM.
- RS-83 diseñado para la NASA (cancelado) iniciativa de lanzamiento de espacial.